# Berlinale 1971

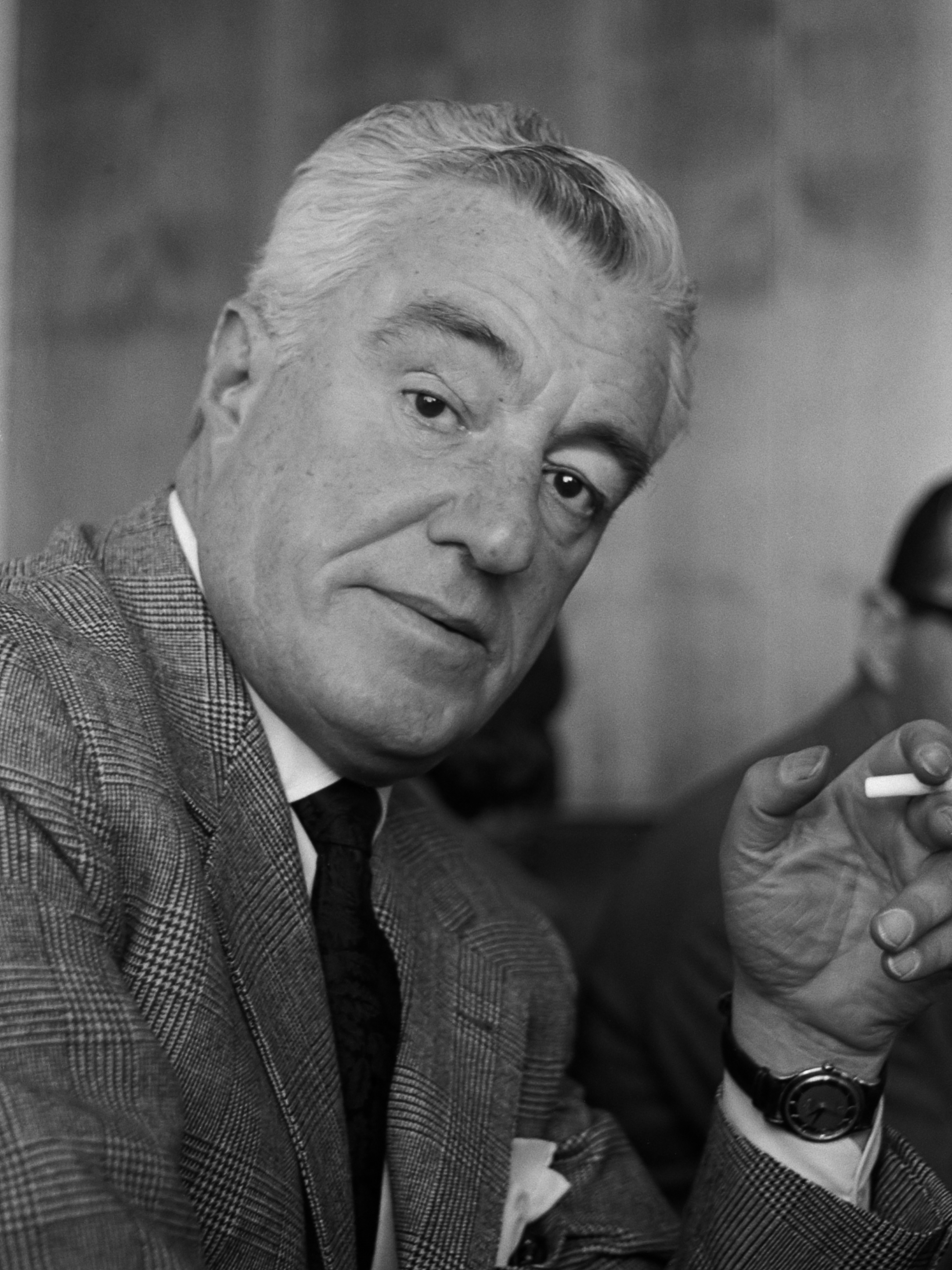
Vittorio de Sica, Ours d'or avec Le Jardin des Finzi-Contini.

La Berlinale 1971 est la 21e édition du festival du film de Berlin, qui s'est déroulée du 26 juin au 6 juillet 1971.

## Jury
- Bjørn Rasmussen (Président du jury)
- Ida Ehre
- Walter Albuquerque Mello
- Paul Claudon
- Kenneth Harper
- Mani Kaul
- Charlotte Kerr
- Rex Reed
- Giancarlo Zagni

## Palmarès
- Ours d'or : Le Jardin des Finzi-Contini de Vittorio De Sica
- Ours d'argent (Grand prix du jury) : Le Décaméron de Pier Paolo Pasolini
- Ours d'argent de la meilleure actrice : ex æquo Simone Signoret pour Le Chat de Pierre Granier-Deferre et Shirley MacLaine pour Desperate Characters de Frank D. Gilroy
- Ours d'argent du meilleur acteur : Jean Gabin pour Le Chat de Pierre Granier-Deferre[1]